# Rózsa Ernő
Rózsa Ernő (Galánta, 1930. január 2. − 2021. február 8. (?)) szlovákiai magyar ügyvéd, politikus, parlamenti képviselő.

## Élete
A pozsonyi Comenius Egyetemen szerzett jogi diplomát, majd Galántán tevékenykedett jogászként. 1968-ban az ún. 144-es számú kisebbségi alkotmánytörvény-tervezet egyik megalkotója. A prágai tavasz után a galántai járási nemzeti egészségügyi intézet vezető ügyvédje volt, majd jogi képviselője üzemeknek és a járási útkarbantartónak. Oktatott az érsekújvári gazdasági középiskolában is. 1990-től Galántán volt magán ügyvéd.
1990-1998 között az Együttélés, majd a Magyar Közösség Pártja parlamenti képviselője volt. Az 1994-es komáromi nagygyűlés állásfoglalási javaslatának egyik kidolgozója volt. A Csemadok Országos Elnökségének tiszteletbeli tagja volt.

## Elismerései
- 2008 a Magyar Közösség Pártja Emlékplakettje
- 2012 Csemadok Életműdíj